# Mursia steinhardti
Mursia steinhardti is een krabbensoort uit de familie van de Calappidae. De wetenschappelijke naam van de soort is voor het eerst geldig gepubliceerd in 2009 door Galil & Ng.